# Georgia Guidestones
Georgia Guidestones (cu sensul de „Pietre îndrumătoare din Georgia” sau „Ghidul de piatră din Georgia”) a fost un monument de granit din  Comitatul Elbert, Georgia, Statele Unite, care a rămas în picioare între anii 1980 și 2022. Un mesaj cu 10 porunci era inscripționat pe monument în opt limbi moderne (arabă, engleză, chineză, hindi, ebraică, rusă, spaniolă și swahili) și în patru limbi antice: babiloniana, greaca clasică, sanscrita și hieroglife egiptene. Acesta avea o înălțime de 5,87m și era format din șase plăci de granit cu o greutate totală de 107.840kg. Structurii i se mai spunea uneori și Stonehenge-ul american. Creatorii monumentului credeau că va urma o calamitate socială, nucleară sau economică și doreau ca monumentul să fie un ghid pentru umanitate în lumea care ar exista după aceasta. Inițial monumentul a generat puține controverse, însă a devenit subiectul teoriilor conspirației care spuneau că ar fi legat de Satanism.
În dimineața de 6 iulie 2022, plăcile au fost puternic afectate de un bombardament, și au fost demolate în cursul acelei zile.

## Istoria

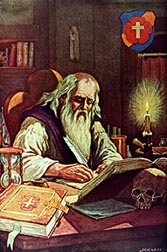
Frater C.R.C. (Christian Rosenkreuz)

### Construcția
În iunie 1979, o persoană necunoscută, bine îmbrăcată, care s-a recomandat „R. C. Christian”, a angajat Compania de Prelucrare a Granitului din Elberton (Elberton Granite Finishing Company) să construiască un monument care să transmită întregii omeniri un mesaj. O ipoteză este aceea că necunoscutul a ales acest pseudonim în memoria legendarului fondator al Rozacrucianismului, Christian Rosenkreuz.

### Distrugerea
În data de 6 iulie 2022, a avut loc o explozie la monument, care a distrus placa în limbile swahili și hindusă și a provocat distrugeri semnificative plăcii superioare. Locuitorii din zonă au auzit și au simțit exploziile în jurul orei locale 4 dimineața.
În seara bombardamentului, poliția locală a publicat o filmare cu explozia și cu un autovehicul care părăsea zona, cu puțin timp înainte. Nu a fost făcut public un motiv și nu a fost identificat niciun suspect. În data de 14 iulie 2022 poliția a anunțat că nu s-a realizat vreun progres semnificativ în cazul investigării bombardamentului, pentru că nu au putut fi obținute niciun fel de informații din public.

## Inscripția
Un mesaj format dintr-un set de zece porunci sau principii era gravat pe monumentul Georgia Guidestones în opt limbi diferite, câte o limbă pe fiecare față a celor patru pietre mai mari aflate în picioare.  În ordinea acelor de ceasornic, mișcându-ne de la nord, aceste limbi sunt: engleza, spaniola, swahili, hindi, ebraică, arabă, chineză și rusă.

### În engleză
1. Maintain humanity under 500,000,000 in perpetual balance with nature.
2. Guide reproduction wisely — improving fitness and diversity.
3. Unite humanity with a living new language.
4. Rule passion — faith — tradition — and all things with tempered reason.
5. Protect people and nations with fair laws and just courts.
6. Let all nations rule internally resolving external disputes in a world court.
7. Avoid petty laws and useless officials.
8. Balance personal rights with social duties.
9. Prize truth — beauty — love — seeking harmony with the infinite.
10. Be not a cancer on the earth — Leave room for nature — Leave room for nature.

### În română
1. Menține umanitatea sub 500.000.000, în echilibru perpetuu cu natura.
2. Ghidează înmulțirea cu înțelepciune - îmbunătățind adaptarea și diversitatea.
3. Unește umanitatea cu o nouă limbă vie.
4. Stăpânește pasiunea - credința - tradiția - și toate lucrurile cu raționament moderat.
5. Protejează popoarul și națiunile cu prin legi corecte și tribunale juste.
6. Lasă toate națiunile să conducă intern, rezolvând disputele externe într-un tribunal mondial.
7. Evită legile nesemnificative și funcționarii inutili.
8. Echilibrează drepturile personale și îndatoririle sociale.
9. Prețuiește adevărul - frumusețea - iubirea, căutând armonia cu infinitul.
10. Să nu fii un cancer pe pământ - ieși din cameră în natură - fă loc și naturii.

## Tăblița cu explicații
La câțiva metri spre vest față de monument, se află o nouă bucată de granit care a fost așezată la nivelul solului.  Aceasta conține o tăbliță cu explicații privind structura monumentului și limbile folosite, enumerând diverse liste despre dimensiunea, greutatea și caracteristicile astronomice ale pietrelor, data terminării construcției și sponsorii proiectului. De asemenea, această tăbliță dezvăluie că o capsulă a timpului a fost îngropată sub granitul aflat la nivelul solului. Alte informații despre această capsulă a timpului lipsesc, cum ar fi data la care a fost îngropată, ce anume conține sau data când ar trebui dezgropată. Prin urmare nu este clar dacă chiar a fost îngropată acolo o capsulă a timpului. Fiecare parte laterală a tăbliței este perpendiculară pe una din direcțiile cardinale și este inscripționată astfel încât marginea dinspre nord este partea de sus a textului.  
Textul complet al tăbliței explicative este detaliat mai jos. Imaginea din stânga prezintă aspectul general al tăbliței. Tăblița conține oarecum câteva greșeli în ceea ce privește semnele de punctuație, și, de asemenea, scrie greșit cuvântul "pseudonim".  Ortografia originală, semnele de punctuație și sfârșiturile de linie din textul au fost păstrate în transcrierea care urmează mai jos. 
În centrul fiecărei margini a tăbliței se află câte un mic cerc, fiecare conținând o literă care reprezintă punctul cardinal corespunzător (N, S, E, W).
În partea de sus a tăbliței este scris: 
„
The Georgia Guidestones

Center cluster erected 22 martie 1980
”
De aici reiese numele și data construcției: 22 martie 1980
Imediat sub acest text se găsește conturul unui pătrat, în interiorul căruia este scris:
„
Let these be guidestones to an Age of Reason
”
Pe laturile exterioare ale pătratului erau scrise numele a patru limbi vechi, câte una pe fiecare latură. Pornind din partea superioară a pătratului și mergând în sensul acelor de ceasornic, aceste limbi sunt: babiloniană (cu caractere cuneiforme), greaca clasică, sanscrită și egipteana antică (în hieroglife).
Pe partea stângă a tăbliței se găsea următoarea coloană de text în limba engleză: 
„
Astronomic Features

1. channel through stone

indicates celestial pole.

2. horizontal slot indicates

annual travel of sun.

3. sunbeam through capstone

marks noontime throughout

the year
Author: R.C. Christian

(a pseudonyn) 
Sponsors: A small group

of Americans who seek

the Age of Reason
Time Capsule

Placed six feet below this spot

On

To Be Opened on
”
În ultima parte a acestui mesaj se face referire la o capsulă a timpului; dar nicio dată nu este gravată.  

### Date fizice
În partea dreaptă a tăbliței cu explicații se afla o coloană cu următorul text în limba engleză care conține datele fizice ale monumentului:  
„
PHYSICAL DATA
1. OVERALL HEIGHT - 19 FEET 3 INCHES [5.87 m].
2. TOTAL WEIGHT - 237,746 POUNDS [107,840 kg].
3. FOUR MAJOR STONES ARE 16 FEET,
   FOUR INCHES [4.98 m] HIGH, EACH WEIGHING
   AN AVERAGE OF 42,437 POUNDS [19,249 kg].
4. CENTER STONE IS 16 FEET, FOUR-
   INCHES [4.98 m] HIGH, WEIGHS 20,957
   POUNDS [9,506 kg].
5. CAPSTONE IS 9-FEET, 8-INCHES [2.95 m]
   LONG, 6-FEET, 6-INCHES [1.98 m] WIDE;
   1-FOOT, 7-INCHES [0.48 m] THICK. WEIGHS
   24,832 POUNDS [11,264 kg].
6. SUPPORT STONES (BASES) 7-FEET,
   4 INCHES [2.24 m] LONG 2-FEET [0.61 m] WIDE.
   1 FOOT, 4-INCHES [0.41 m] THICK, EACH
   WEIGHING AN AVERAGE OF 4,875
   POUNDS [2,211 kg].
7. SUPPORT STONE (BASE) 4-FEET,
   2½ INCHES [1.28 m] LONG, 2-FEET, 2-INCHES [0.66 m]
   WIDE, 1-FOOT, 7-INCHES [0.48 m] THICK.
   WEIGHT 2,707 POUNDS [1,228 kg].
8. 951 CUBIC FEET [26.9 m³] GRANITE.
9. GRANITE QUARRIED FROM PYRAMID
   QUARRIES LOCATED 3 MILES [5 km] WEST
   OF ELBERTON, GEORGIA.
”

## Controverse
Yoko Ono și alții au lăudat mesajele înscrise pe monument, catalogându-le „un apel mișcător la gândire rațională”, în timp ce adversarii lor le-au etichetat ca fiind „cele zece porunci ale Antihristului”.
Monumentul a devenit un subiect de interes pentru teoreticienii conspirației.  Unul dintre ei, un activist numit Mark Dice, a cerut ca Guidestones „să fie distrus într-un milion de bucăți, apoi molozul rezultat să fie utilizat pentru un proiect de construcție,” susținând că Guidestones au „o origine foarte satanică” și că R. C. Christian făcea parte dintre-o „societate secretă luciferică” legată de noua ordine mondială. La dezvelirea Monumentului, un predicator local a proclamat că el crede că Monumentul este „pentru închinătorii la Soare, pentru idolatrii și pentru cultul diavolului”.
Gazda unei emisiuni radio și teoretician al conspirației, Alex Jones, în documentarul său din 2008 Endgame: Elite's Blueprint For Global Enslavement, a spus că „mesajul monumentului Georgia Guidestones este același cu al membrilor societății secrete numită Ordinul Roza Crucii sau Rozacrucienii, care l-au și construit, că aceștia doresc formarea unei religii mondiale, a unui singur tribunal al lumii și ca numărul oamenilor să nu depășească 500 de milioane, trebuind deci ca să se facă o reducere de 5,5 miliarde oameni în acel moment. Pietrele vor să spună că oamenii sunt un cancer pe pământ și că trebuie să fie aleși câțiva pentru a se menține echilibrul cu natura.”
În 2008, pietre au fost acoperite cu vopsea pe bază de poliuretan și cu graffiti conținând sloganuri, cum ar fi „moarte noii ordini mondiale.” Revista Wired a catalogat acest lucru ca fiind „primul act grav de vandalism din istoria Guidestones”.
Expertul în computere (hardware) Van Smith a declarat că a descoperit un mesaj numerologic codificat în proporțiile diferitelor componente ale monumentului, proporții care se leagă de cele ale Monumentului Burj Khalifa, cea mai înaltă clădire din lume care a fost inaugurată în Dubai la peste treizeci de ani după ce Georgia Guidestones a fost proiectată.
Pe data de 14 noiembrie 2009, pietrele au fost mâzgălite cu graffiti.